# 기희현
기희현(奇熙賢, 1995년 6월 16일~)은 대한민국의 가수, 배우이며 과거 다이아의 멤버로 활동했다. 2016년 엠넷의 서바이벌 프로그램 《PRODUCE 101》에 참가했다.

## 학력
- 남원도통초등학교 (졸업)
- 남원한빛중학교 (졸업)
- 남원여자고등학교 (졸업)
- 인하공업전문대학 항공운항과 (휴학)

## 출연 작품

### 예능
- 2016년 엠넷 《PRODUCE 101》
- 2016년 엠넷 《언프리티 랩스타 3》
- 2016년 11월 17일 KBS2 《해피투게더 3》 474회 '부심부자 - 부심이란 게 흘러넘친다' 특집
- 2017년 5월 20일 KBS2 《연예가중계》 코너 '김생민의 베테랑' 변우민 편 프로파일러(보조 MC)
- 2019년 3월 9일 ~ 4월 20일 채널A 《비행기 타고 가요》 고정 출연자
- 2019년 5월 26일 ~ 6월 2일 MBC 《미스터리 음악쇼 복면가왕》 패널
- 2019년 9월 29일 ~ SBS Plus 《좋은 친구들》

### 드라마
- 2021년 빅 픽처 마트 《러브 인 블랙홀》 - 조안나 역 (웹드라마)

### 연극
| 제목 | 역할     | 기간                             | 장소                  |
| ---- | -------- | -------------------------------- | --------------------- |
| 여도 | 교화노씨 | 2018년 5월 7일 ~ 2018년 5월 23일 | 예술의전당 CJ토월극장 |